# Andrés Gómez
Andrés Gómez (Guayaquil, 27 februari 1960) is een voormalig tennisser uit Ecuador. Hij won het Roland Garros-enkelspeltoernooi in 1990 en twee grandslamtitels bij het dubbelspel.

## Palmares

### Enkelspel
| Nr.              | Datum             | Toernooi         | Ondergrond | Tegenstander in finale | Score                   |         |
| ---------------- | ----------------- | ---------------- | ---------- | ---------------------- | ----------------------- | ------- |
| gewonnen finales |                   |                  |            |                        |                         |         |
| 1.               | 21 september 1981 | ATP Bordeaux     | Gravel     | Thierry Tulasne        | 7-6, 7-6, 6-1           | details |
| 2.               | 17 mei 1982       | ATP Rome         | Gravel     | Eliot Teltscher        | 6-2, 6-3, 6-2           | details |
| 3.               | 8 november 1982   | ATP Quito        | Gravel     | Loïc Courteau          | 6-3, 6-4                | details |
| 4.               | 19 september 1983 | ATP Dallas       | Hardcourt  | Brian Teacher          | 6-7, 6-1, 6-1           | details |
| 5.               | 9 april 1984      | ATP Nice         | Gravel     | Henrik Sundstrom       | 6-1, 6-4                | details |
| 6.               | 21 mei 1984       | ATP Rome         | Gravel     | Aaron Krickstein       | 2-6, 6-1, 6-2, 6-2      | details |
| 7.               | 29 juli 1984      | ATP Washington   | Gravel     | Aaron Krickstein       | 6-2, 6-2                | details |
| 8.               | 12 augustus 1984  | ATP Indianapolis | Gravel     | Balázs Taróczy         | 6-0, 7-6                | details |
| 9.               | 28 oktober 1984   | ATP Hongkong     | Hardcourt  | Tomáš Šmíd             | 6-3, 6-2                | details |
| 10.              | 24 november 1985  | ATP Hongkong     | Hardcourt  | Aaron Krickstein       | 6-3, 6-3, 3-6, 6-4      | details |
| 11.              | 4 mei 1986        | ATP Indianapolis | Gravel     | Thierry Tulasne        | 6-4, 7-6                | details |
| 12.              | 25 mei 1986       | ATP Florence     | Gravel     | Henrik Sundstrom       | 6-3, 6-4                | details |
| 13.              | 27 juli 1986      | ATP Boston       | Gravel     | Martín Jaite           | 7-5, 6-4                | details |
| 14.              | 30 november 1986  | ATP Itaparica    | Hardcourt  | Jean-Philippe Fleurian | 4-6, 6-4, 6-4           | details |
| 15.              | 10 mei 1987       | ATP Forest Hills | Gravel     | Yannick Noah           | 6-4, 7-6, 7-6           | details |
| 16.              | 16 juli 1989      | ATP Boston       | Gravel     | Mats Wilander          | 6-1, 6-4                | details |
| 17.              | 24 september 1989 | ATP Barcelona    | Gravel     | Horst Skoff            | 6-4, 6-4, 6-2           | details |
| 18.              | 15 april 1990     | ATP Barcelona    | Gravel     | Guillermo Pérez Roldán | 6-0, 7-6, 3-6, 0-6, 6-2 | details |
| 19.              | 6 mei 1990        | ATP Madrid       | Gravel     | Marc Rosset            | 6-3, 7-6                | details |
| 20.              | 10 juni 1990      | Roland Garros    | Gravel     | Andre Agassi           | 6-3, 2-6, 6-4, 6-4      | details |
| 21.              | 15 september 1991 | ATP Brasilia     | Tapijt     | Javier Sánchez         | 6-4, 3-6, 6-3           | details |
| verloren finales |                   |                  |            |                        |                         |         |
| 1.               | 2 maart 1980      | ATP Sarasota     | Gravel     | Eddie Dibbs            | 1-6, 3-6                | details |
| 2.               | 30 november 1981  | ATP Santiago     | Gravel     | Hans Gildemeister      | 4-6, 5-7                | details |
| 3.               | 1 februari 1982   | ATP Denver       | Tapijt (i) | John Sadri             | 6-4, 1-6, 4-6           | details |
| 4.               | 25 juli 1983      | ATP North Conway | Gravel     | José Luis Clerc        | 3-6, 1-6                | details |
| 5.               | 1 augustus 1983   | ATP Indianapolis | Gravel     | Jimmy Arias            | 4-6, 6-2, 4-6           | details |
| 6.               | 24 oktober 1983   | ATP Tokio        | Hardcourt  | Eliot Teltscher        | 5-7, 6-3, 1-6           | details |
| 7.               | 12 november 1984  | ATP Wembley      | Tapijt (i) | Ivan Lendl             | 6-7, 2-6, 1-6           | details |
| 8.               | 28 juli 1985      | ATP Indianapolis | Gravel     | Ivan Lendl             | 1-6, 3-6                | details |
| 9.               | 10 augustus 1986  | ATP Kitzbühel    | Gravel     | Miloslav Mečíř         | 4-6, 6-4, 1-6, 6-2, 3-6 | details |
| 10.              | 2 november 1986   | ATP Hongkong     | Hardcourt  | Ramesh Krishan         | 6-7, 0-6, 5-7           | details |
| 11.              | 15 november 1987  | ATP Frankfürt    | Tapijt (i) | Tim Mayotte            | 6-7, 4-6                | details |
| 12.              | 17 juli 1988      | ATP Stuttgart    | Gravel     | Andre Agassi           | 4-6, 2-6                | details |
| 13.              | 24 juli 1988      | ATP Washington   | Hardcourt  | Jimmy Connors          | 1-6, 4-6                | details |
| 14.              | 25 februari 1990  | ATP Philadelphia | Tapijt (i) | Pete Sampras           | 6-7, 5-7, 2-6           | details |

### Dubbelspel
| Nr.                               | Datum             | Toernooi         | Ondergrond    | Partner              | Tegenstanders in finale                | Score                  |         |
| --------------------------------- | ----------------- | ---------------- | ------------- | -------------------- | -------------------------------------- | ---------------------- | ------- |
| gewonnen finales mannendubbelspel |                   |                  |               |                      |                                        |                        |         |
| 1.                                | 2 maart 1980      | ATP Sarasota     | Gravel        | Ricardo Ycaza        | David Carter Rick Fagel                | 6-3, 6-4               | details |
| 2.                                | 12 mei 1980       | ATP Hamburg      | Gravel        | Heinz Gildemeister   | Reinhart Probst Max Wunschig           | 6-3, 6-4               | details |
| 3.                                | 28 juli 1980      | ATP Washington   | Gravel        | Hans Gildemeister    | Gene Mayer Sandy Mayer                 | 6-4, 7-5               | details |
| 4.                                | 29 september 1980 | ATP Madrid       | Gravel        | Hans Gildemeister    | Jan Kodeš Balázs Taróczy               | 3-6, 6-3, 10-8         | details |
| 5.                                | 10 november 1980  | ATP Quito        | Gravel        | Hans Gildemeister    | José Luis Clerc Belus Prajoux          | 6-3, 1-6, 6-4          | details |
| 6.                                | 11 mei 1981       | ATP Hamburg      | Gravel        | Hans Gildemeister    | Paul McNamara Paul McNamee             | 6-4, 3-6, 6-4          | details |
| 7.                                | 25 mei 1981       | ATP Rome         | Gravel        | Hans Gildemeister    | Bruce Manson Tomáš Šmíd                | 7-5, 6-2               | details |
| 8.                                | 15 juni 1981      | ATP Brussel      | Gravel        | Ricardo Cano         | Carlos Kirmayr Cássio Motta            | 6-2, 6-2               | details |
| 9.                                | 21 september 1981 | ATP Bordeaux     | Gravel        | Belus Prajoux        | Jim Gurfein Anders Järryd              | 7-5, 6-3               | details |
| 10.                               | 28 september 1981 | ATP Madrid       | Gravel        | Hans Gildemeister    | Heinz Günthardt Tomáš Šmíd             | 6-2, 3-6, 6-3          | details |
| 11.                               | 2 november 1981   | ATP Quito        | Gravel        | Hans Gildemeister    | David Carter Ricardo Ycaza             | 7-5, 6-3               | details |
| 12.                               | 30 november 1981  | ATP Santiago     | Gravel        | Hans Gildemeister    | Ricardo Cano Belus Prajoux             | 6-2, 7-6               | details |
| 13.                               | 27 september 1982 | ATP Bordeaux     | Gravel        | Hans Gildemeister    | Anders Järryd Hans Simonsson           | 6-4, 6-2               | details |
| 14.                               | 12 november 1984  | ATP Wembley      | Tapijt (i)    | Ivan Lendl           | Pavel Složil Tomáš Šmíd                | 6-2, 6-2               | details |
| 15.                               | 28 april 1985     | ATP Marbella     | Gravel        | Cássio Motta         | Loïc Courteau Michiel Schapers         | 6-1, 6-1               | details |
| 16.                               | 5 mei 1985        | ATP Hamburg      | Gravel        | Hans Gildemeister    | Heinz Günthardt Balázs Taróczy         | 1-6, 7-6, 6-4          | details |
| 17.                               | 10 november 1985  | ATP Stockholm    | Hardcourt (i) | Guy Forget           | Mike De Palmer Gary Donnelly           | 6-3, 6-4               | details |
| 18.                               | 23 maart 1986     | ATP Fort Myers   | Hardcourt     | Ivan Lendl           | Peter Doohan Paul McNamee              | 7-5, 6-4               | details |
| 19.                               | 4 mei 1986        | ATP Indianapolis | Gravel        | Hans Gildemeister    | John Fitzgerald Sherwoord Stewart      | 6-4, 6-3               | details |
| 20.                               | 11 mei 1986       | ATP Forest Hills | Gravel        | Hans Gildemeister    | Boris Becker Slobodan Zivojinovic      | 7-6, 7-6               | details |
| 21.                               | 27 juli 1986      | ATP Boston       | Gravel        | Hans Gildemeister    | Dan Cassidy Mel Purcell                | 4-6, 7-5, 6-0          | details |
| 22.                               | 3 augustus 1986   | ATP Washington   | Gravel        | Hans Gildemeister    | Ricardo Acioly Cesar Kist              | 6-3, 7-5               | details |
| 23.                               | 7 september 1986  | US Open          | Hardcourt     | Slobodan Zivojinovic | Joakim Nyström Mats Wilander           | 4-6, 6-3, 6-3, 4-6 6-3 | details |
| 24.                               | 14 september 1986 | ATP Stuttgart    | Gravel        | Hans Gildemeister    | Mansour Bahrami Diego Perez            | 6-4, 6-3               | details |
| 25.                               | 26 april 1987     | ATP Monte Carlo  | Gravel        | Hans Gildemeister    | Mansour Bahrami Michael Mortensen      | 6-2, 6-4               | details |
| 26.                               | 12 juli 1987      | ATP Boston       | Gravel        | Hans Gildemeister    | Joakim Nyström Mats Wilander           | 7-6, 3-6, 6-1          | details |
| 27.                               | 5 juni 1988       | Roland Garros    | Gravel        | Emilio Sánchez       | John Fitzgerald Anders Järryd          | 6-3, 6-7, 6-4, 6-3     | details |
| 28.                               | 23 oktober 1988   | ATP Tokio        | Tapijt (i)    | Slobodan Zivojinovic | Boris Becker Eric Jelen                | 7-5, 5-7, 6-3          | details |
| 29.                               | 16 juli 1989      | ATP Boston       | Gravel        | Alberto Mancini      | Todd Nelson Philipp Williamson         | 7-6, 6-2               | details |
| 30.                               | 17 september 1989 | ATP Genève       | Gravel        | Alberto Mancini      | Mansour Bahrami Guillermo Pérez Roldán | 6-3, 7-5               | details |
| 31.                               | 15 april 1990     | ATP Barcelona    | Gravel        | Javier Sánchez       | Sergio Casal Emilio Sánchez            | 7-6, 7-5               | details |
| 32.                               | 10 november 1991  | ATP São Paulo    | Hardcourt     | Jaime Oncins         | Jorge Lozano Cássio Motta              | 7-5, 6-4               | details |
| 33.                               | 12 april 1992     | ATP Barcelona    | Gravel        | Javier Sánchez       | Ivan Lendl Karel Nováček               | 6-4, 6-4               | details |
| verloren finales mannendubbelspel |                   |                  |               |                      |                                        |                        |         |
| 1.                                | 21 juli 1980      | ATP Boston       | Gravel        | Hans Gildemeister    | Gene Mayer Sandy Mayer                 | 6-1, 4-6, 4-6          | details |
| 2.                                | 17 november 1980  | ATP Bogota       | Gravel        | Ricard Ycaza         | Álvaro Fillol Carlos Kirmayr           | 4-6, 3-6               | details |
| 3.                                | 26 januari 1981   | ATP Vina del Mar | Gravel        | Belus Prajoux        | David Carter Paul Kronk                | 1-6, 2-6               | details |
| 4.                                | 19 juli 1981      | ATP Boston       | Gravel        | Hans Gildemeister    | Raúl Ramírez Pavel Složil              | 4-6, 6-7               | details |
| 5.                                | 5 oktober 1981    | ATP Barcelona    | Gravel        | Hans Gildemeister    | Anders Järryd Hans Simonsson           | 1-6, 4-6               | details |
| 6.                                | 19 juli 1982      | ATP Washington   | Gravel        | Hans Gildemeister    | Raúl Ramírez Van Winitsky              | 5-7, 6-7               | details |
| 7.                                | 6 februari 1983   | ATP Caracas      | Hardcourt     | Ilie Năstase         | Jaime Fillol Sr. Stan Smith            | 7-6, 4-6, 3-6          | details |
| 8.                                | 28 november 1983  | ATP Johannesburg | Hardcourt     | Sherwoord Stewart    | Steve Meister Brian Teacher            | 7-6, 6-7, 2-6          | details |
| 9.                                | 9 april 1984      | ATP Nice         | Gravel        | Hans Gildemeister    | Jan Gunnarsson Michael Mortensen       | 1-6, 5-7               | details |
| 10.                               | 10 augustus 1986  | ATP Kitzbühel    | Gravel        | Hans Gildemeister    | Heinz Günthardt Tomáš Šmíd             | 6-4, 3-6, 6-7          | details |
| 11.                               | 26 oktober 1986   | ATP Tokio        | Tapijt (i)    | Ivan Lendl           | Mike De Palmer Gary Donnelly           | 3-6, 5-7               | details |
| 12.                               | 23 november 1986  | ATP Johannesburg | Hardcourt (i) | Sherwoord Stewart    | Mike De Palmer Christo van Rensburg    | 6-3, 2-6, 6-7          | details |
| 13.                               | 19 april 1987     | ATP Tokio        | Hardcourt     | Anders Järryd        | Paul Annacone Kevin Curren             | 4-6, 6-7               | details |
| 14.                               | 10 juli 1988      | ATP Gstaad       | Gravel        | Emilio Sánchez       | Petr Korda Milan Srejber               | 6-7, 6-7               | details |
| 15.                               | 22 oktober 1989   | ATP Tokio        | Tapijt (i)    | Slobodan Zivojinovic | Kevin Curren David Pate                | 6-4, 3-6,6 -7          | details |
| 16.                               | 29 april 1990     | ATP Monte Carlo  | Gravel        | Javier Sánchez       | Petr Korda Tomáš Šmíd                  | 4-6, 6-7               | details |
| 17.                               | 6 mei 1990        | ATP Madrid       | Gravel        | Javier Sánchez       | Juan Carlos Baguena Omar Camporese     | 4-6, 6-3, 3-6          | details |
| 18.                               | 25 augustus 1991  | ATP Schenectady  | Hardcourt     | Emilio Sánchez       | Javier Sánchez Todd Woodbridge         | 6-3, 6-7, 6-7          | details |

## Resultaten grandslamtoernooien
| Legenda | Legenda                          |
| ------- | -------------------------------- |
| g.t.    | geen toernooi gehouden           |
| l.c.    | lagere categorie                 |
| –       | niet deelgenomen                 |
| G       | uitgeschakeld in de groepsfase   |
| 1R      | uitgeschakeld in de eerste ronde |
| 2R      | uitgeschakeld in de tweede ronde |
| 3R      | uitgeschakeld in de derde ronde  |
| 4R      | uitgeschakeld in de vierde ronde |
| KF      | uitgeschakeld in de kwartfinale  |
| HF      | uitgeschakeld in de halve finale |
| F       | de finale verloren               |
| W       | het toernooi gewonnen            |
| w-v     | winst/verlies-balans             |

### Enkelspel
| Toernooi        | 1979 | 1980 | 1981 | 1982 | 1983 | 1984 | 1985 | 1986 | 1987 | 1988 | 1989 | 1990 | 1991 | 1992 |
| --------------- | ---- | ---- | ---- | ---- | ---- | ---- | ---- | ---- | ---- | ---- | ---- | ---- | ---- | ---- |
| Australian Open | –    | –    | –    | –    | –    | –    | –    | –    | –    | –    | –    | 4R   | –    | 1R   |
| Roland Garros   | –    | 2R   | 2R   | 4R   | 4R   | KF   | 3R   | KF   | KF   | 2R   | 2R   | W    | –    | 2R   |
| Wimbledon       | –    | 1R   | –    | 1R   | –    | KF   | –    | 1R   | 4R   | –    | 2R   | 1R   | –    | –    |
| US Open         | 2R   | 2R   | 3R   | –    | 4R   | KF   | –    | 2R   | 4R   | 3R   | 3R   | 1R   | 1R   | –    |

### Mannendubbelspel
| Toernooi        | 1979 | 1980 | 1981 | 1982 | 1983 | 1984 | 1985 | 1986 | 1987 | 1988 | 1989 | 1990 | 1991 | 1992 |
| --------------- | ---- | ---- | ---- | ---- | ---- | ---- | ---- | ---- | ---- | ---- | ---- | ---- | ---- | ---- |
| Australian Open | –    | –    | –    | –    | –    | –    | –    | –    | –    | –    | –    | 1R   | –    | 2R   |
| Roland Garros   | –    | 2R   | 2R   | –    | 1R   | 1R   | –    | 2R   | 3R   | W    | 1R   | –    | –    | 1R   |
| Wimbledon       | –    | –    | –    | –    | –    | 1R   | –    | 1R   | HF   | –    | –    | –    | –    | –    |
| US Open         | 2R   | 1R   | 1R   | –    | 1R   | 1R   | –    | W    | HF   | 3R   | 2R   | –    | 3R   | –    |